# Russell (Kansas)
Russell ist eine Stadt im US-Bundesstaat Kansas und der Verwaltungssitz des Russell County mit 4401 Einwohnern (Stand: Volkszählung 2020).

## Geografie
Die Stadt liegt in der Region Smoky Hills in den Great Plains, etwa 8,0 km südlich des Saline River und 13 km nördlich des Smoky Hill River. Der Fossil Creek, ein Nebenfluss des Smoky Hill River, fließt unmittelbar südlich der Stadt vorbei, wo er zu einem kleinen Stausee, dem Fossil Lake, aufgestaut wurde. In der Region herrscht ein humides Kontinentalklima, mit warmen Sommern und kalten Wintern.

## Geschichte
Im Jahr 1867 erreichte die Kansas Pacific Railway das Gebiet und errichtete nördlich der Postkutschenstation Fossil des Butterfield Overland Despatch einen Bahnhof, der Fossil Creek, später nur noch Fossil, hieß. Im selben Jahr legte der Staat Kansas das umliegende Gebiet als Russell County fest. 1871 gründeten Kolonisten aus Wisconsin, eine dauerhafte Siedlung um den Bahnhof Fossil und benannten sie nach dem County in Russell. Ein Jahr später wurde Russell eine eigene Gemeinde und 1874 wurde es der örtliche Verwaltungssitz (County Seat). Im Jahr 1876 begannen Wolgadeutsche, vor allem aus der Gegend um Saratow und Samara in Russland, sich in und um Russell niederzulassen.
Die erste Ölquelle in Russell County wurde 1923 westlich von Russell entdeckt. Es folgte ein Ölboom, der bis in die 1930er Jahre anhielt und Siedler aus Oklahoma und Texas anlockte. Russell erlangte Mitte der 1990er Jahre nationale Aufmerksamkeit als Heimatstadt der US-Senatoren Bob Dole und Arlen Specter, als beide Männer für die US-Präsidentschaft kandidierten.

## Demografie
Nach der Schätzung von 2021 leben in Russell 4363 Menschen. Die Bevölkerung teilte sich im selben Jahr auf in 89 % Weiße, 3 % Afroamerikaner, 1 % amerikanische Ureinwohner und 3 % mit zwei oder mehr Ethnizitäten. Hispanics oder Latinos aller Ethnien machten 5 % der Bevölkerung aus. Das mittlere Haushaltseinkommen lag bei 47.155 US-Dollar und die Armutsquote bei 19,4 %.
| Jahr | Einwohner¹ |
| ---- | ---------- |
| 1900 | 1143       |
| 1950 | 6483       |
| 1960 | 6113       |
| 1970 | 5371       |
| 1980 | 5427       |
| 1990 | 4781       |
| 2000 | 4696       |
| 2010 | 4506       |
| 2020 | 4401       |

¹ 1900 – 2020: Volkszählungsergebnisse

## Wirtschaft
Die Wirtschaft von Russell basiert in erster Linie auf der Landwirtschaft mit Lebensmittelverarbeitung und Ethanolproduktion im örtlichen Industriepark. Das Russell County ist außerdem eines der führenden erdölproduzierenden Countys in Kansas.

## Transport
Die Stadt liegt an der US Route 40, US Route 281 und der Interstate 70. Der Ort verfügt über einen kleinen Regionalflughafen und einen von Union Pacific Railroad betriebenen Güterbahnhof.

## Söhne und Töchter der Stadt
- Bob Dole (1923–2021), Politiker
- Philip Anschutz (* 1939), Unternehmer